# Margertshausen
Margertshausen ist ein Kirchdorf und Ortsteil der Gemeinde Gessertshausen im schwäbischen Landkreis Augsburg in Bayern, Deutschland.
Margertshausen liegt in den Stauden. Es war eine selbstständige Gemeinde und wurde am 1. Juli 1972 im Zuge der Gebietsreform in Bayern in die Gemeinde Gessertshausen eingemeindet.
Die katholische Filialkirche Sankt Georg in Margertshausen ist eine Kuratie der Pfarrei Sankt Martin in Döpshofen.
Der Haltepunkt Margertshausen liegt an der Bahnstrecke Gessertshausen–Türkheim. Die Strecke wird derzeit nur von einzelnen Sonderzügen befahren.